# Metastelma barbigerum
Metastelma barbigerum är en oleanderväxtart som beskrevs av Scheele. Metastelma barbigerum ingår i släktet Metastelma och familjen oleanderväxter.

## Underarter
Arten delas in i följande underarter:
- M. b. breviflorum
- M. b. liesnerianum
- M. b. veracruzense